# Tổng giáo phận Bắc Kinh
Tổng giáo phận Bắc Kinh (tiếng Trung: 天主教北京总教区; tiếng Latinh: Archidioecesis Pechimensis) là một Tổng giáo phận của Giáo hội Công giáo Rôma ở Trung Quốc.

## Nhà thờ lớn
Nhà thờ chính tòa của tổng giáo phận là Nhà thờ chính tòa Đức Mẹ vô nhiễm nguyên tội (Nhà thờ phía Nam) nằm tại thành phố Bắc Kinh. Trước đây nhà thờ chính tòa của tổng giáo phận là Nhà thờ Chúa Cứu Thế (Nhà thờ phía Bắc), cũng nằm tại thành phố Bắc Kinh.

## Lịch sử
- Thành lập năm 1307 bởi Giáo hoàng Clêmentê V dưới tên Tổng giáo phận Khanbaliq do Gioan thành Montecorvino quản nhiệm.
- Tổng giáo phận đã được chia tách 2 lần: vào năm 1313 để thành lập Giáo phận Thích Đồng và vào năm 1320 để thành lập Giáo phận Ili-baluc.
- 1375: Giải thể
- Tái thành lập ngày 10/4/1690 dưới tên Giáo phận Bắc Kinh, trên vùng lãnh thổ tách ra từ Hạt Đại diện Tông tòa Nam Kinh.
- Giáo phận đã được chia tách liên tục: vào ngày 9/9/1831 để thành lập Hạt Đại diện Tông tòa Triều Tiên, vào năm 1838 để thành lập Hạt Đại diện Tông tòa Liêu Đông, vào ngày 3/9/1839 để thành lập Hạt Đại diện Tông tòa Sơn Đông và vào ngày 2/4/1856 để thành lập Hạt Đại diện Tông tòa Tây Nam Trực Lệ
- 30/5/1856: Giáo phận bị chuyển thành vùng lãnh thổ truyền giáo có tên Hạt Đại diện Tông tòa Bắc Trực Lệ
- Được chia tách liên tục một lần nữa: vào ngày 23/12/1899 để thành lập Hạt Đại diện Tông tòa Đông Trực Lệ, vào ngày 14/2/1910 để thành lập Hạt Đại diện Tông tòa Trung Trực Lệ và vào ngày 27/4/1912 để thành lập Hạt Đại diện Tông tòa Duyên hải Trực Lệ.
- 3/12/1924: Được đổi tên thành Hạt Đại diện Tông tòa Bắc Kinh
- Được chia tách ngày 10/5/1926 để thành lập Hạt Đại diện Tông tòa Tuyên Hóa Phủ và vào ngày 25/5/1929 để thành lập Sứ mệnh sui juris Dị Huyện.
- 11/4/1946: Được nâng cấp thành Tổng giáo phận đô thành Bắc Kinh.